# Elecciones federales de 1970 en Chihuahua
Las elecciones federales en Chihuahua de 1970 se llevaron a cabo el domingo 5 de julio de 1970, y en ellas se renovaron los siguientes cargos de elección popular:
- Presidente de la República. Jefe de Estado y de Gobierno de México, electo  para un periodo de seis años sin posibilidad de reelección. El candidato ganador en el estado y elegido a nivel nacional fue Luis Echeverría Álvarez.
- 2 senadores. Miembros de la cámara alta del Congreso de la Unión elegidos por mayoría relativa para un periodo de seis años.
- 6 diputados federales. Miembros de la cámara baja del Congreso de la Unión elegidos por mayoría simple para un periodo de tres años a partir del 1 de septiembre de 1970 sin posibilidad de reelección para el periodo inmediato.

## Resultados electorales

### Presidente de México
|  | 18.25 % |

|  | 78.33 % |

|  | 0.19 % |

|  | 99.72 % |

|  | 0.28 % |

|  | 59.02 % |

|  | 40.98 % |

### Senadores por Chihuahua

#### Senadores electos
| Candidato                   | Partido | Tipo de elección |
| --------------------------- | ------- | ---------------- |
| Arnaldo Gutiérrez Hernández |         | Primera fórmula  |
| José I. Aguilar Irungaray   |         | Segunda fórmula  |

#### Resultados
|  | 19.87 % |

|  | 78.98 % |

|  | 1.08 % |

|  | 0.00 % |

|  | 0.07 % |

|  | 100.00 % |

|  | 0.00 % |

|  | 53.93 % |

|  | 46.07 % |

### Diputados federales por Chihuahua

#### Diputados electos
| Candidato                   | Partido | Distrito   | Tipo de elección |
| --------------------------- | ------- | ---------- | ---------------- |
| Ramiro Salas Granado        |         | Distrito 1 | Mayoría relativa |
| Diamantina Reyes Esparza    |         | Distrito 2 | Mayoría relativa |
| Mario Jáquez Provencio      |         | Distrito 3 | Mayoría relativa |
| Armando González Soto       |         | Distrito 4 | Mayoría relativa |
| Abelardo Pérez Campos       |         | Distrito 5 | Mayoría relativa |
| José Refugio Mar de la Rosa |         | Distrito 6 | Mayoría relativa |

#### Resultados
|  | 10.10 % |

|  | 75.37 % |

|  | 1.69 % |

|  | 0.00 % |

|  | 12.85 % |

|  | 100.00 % |

##### Distrito 1: Chihuahua
|  | 25.49 % |

|  | 68.61 % |

|  | 5.49 % |

|  | 0.00 % |

|  | 0.29 % |

|  | 99.87 % |

|  | 0.13 % |

|  | 42.69 % |

|  | 57.31 % |

##### Distrito 2: Hidalgo del Parral
|  | 17.18 % |

|  | 82.08 % |

|  | 0.72 % |

|  | 0.00 % |

|  | 0.01 % |

|  | 100.00 % |

|  | 0.00 % |

|  | 66.29 % |

|  | 33.71 % |

##### Distrito 3: Ciudad Juárez
|  | 0.00 % |

|  | 76.20 % |

|  | 1.40 % |

|  | 0.00 % |

|  | 0.08 % |

|  | 77.68 % |

|  | 22.32 % |

|  | 46.61 % |

|  | 53.39 % |

##### Distrito 4: Ciudad Juárez
|  | 0.00 % |

|  | 73.19 % |

|  | 1.21 % |

|  | 0.00 % |

|  | 10.26 % |

|  | 84.65 % |

|  | 15.35 % |

|  | 64.04 % |

|  | 35.96 % |

##### Distrito 5: Guerrero
|  | 8.83 % |

|  | 79.85 % |

|  | 0.32 % |

|  | 0.00 % |

|  | 0.11 % |

|  | 89.10 % |

|  | 10.90 % |

|  | 61.65 % |

|  | 38.35 % |

##### Distrito 6: Camargo
|  | 18.72 % |

|  | 71.81 % |

|  | 1.23 % |

|  | 0.00 % |

|  | 0.13 % |

|  | 91.89 % |

|  | 8.11 % |

|  | 49.59 % |

|  | 50.41 % |